# Huzihiro Araki
Pour les articles homonymes, voir Araki.
Huzihiro Araki (荒木 不二洋, Araki Fujihiro), né le 28 juillet 1932 et mort le 16 décembre 2022, est un physicien mathématique et un mathématicien japonais.

## Biographie et carrière
Araki est le fils du professeur de physique de l'Université de Kyoto Gentarō Araki, avec qui il a étudié et avec qui, en 1954, il publie son premier article de physique. Il a obtenu son diplôme sous la supervision de Hideki Yukawa et en 1960, il a obtenu son doctorat à l'Université de Princeton avec pour directeurs de thèse Rudolf Haag et Arthur Wightman. Sa thèse est intitulée « Hamiltonian formalism and canonical commutation relations in quantum field theory ». Il est, à partir de 1966, professeur à l'Université de Kyoto, à l'Institut de recherches pour les sciences mathématiques (Research Institute for Mathematical Sciences, RIMS), dont il était également le directeur (1993 – 1996).

## Travaux
Les travaux d'Araki portent sur la théorie quantique des champs axiomatique et la mécanique statistique, en particulier, sur l'application des algèbres d'opérateurs (algèbres de von Neumann, C*-algèbres). Il a déjà au début des années 1960 à Princeton fait d'importantes contributions à la physique quantique locale de Haag et Kastler et également à la diffusion des théories de Haag et David Ruelle. Il a également fourni des contributions importantes dans les mathématiques de la théorie des algèbres d'opérateurs, en classifiant les facteurs de type III des algèbres de von Neumann.
Araki est à l'origine de la notion d'états d'entropie relative des algèbres de Von Neumann. Dans les années 1970, il a montré l'équivalence en thermodynamique quantique, d'une part, de l'état KMS (Kubo-Martin-Schwinger) pour la caractérisation des états en mécanique quantique à l'équilibre thermodynamique avec, d'autre part, le principe variationnel pour la mécanique quantique des systèmes de spin sur des treillis.
Avec Yanase, il a travaillé sur les fondements de la mécanique quantique, notamment avec le théorème de Wigner-Araki-Yanase qui décrit les restrictions que les lois de la conservation imposent sur les processus de mesures en physique. Enoncé dans des termes plus précis, ils ont prouvé qu'une mesure exacte d'un opérateur, qui additivement remplacerait l'opérateur avec un taille conservée, est impossible. Cependant, Yanase a prouvé que l'incertitude de mesure peut être rendue arbitrairement petite, à condition que l'appareil de mesure soit suffisamment grand.

## Prix et distinctions
Il a été le premier président de l'Association internationale de physique mathématique. En 2003, il a reçu avec Oded Schramm et Elliott Lieb le Prix Henri-Poincaré. En 1990, il a été l'organisateur en chef du Congrès international des mathématiciens à Kyoto. Il est l'un des rédacteurs de la revue Communications in Mathematical Physics et le fondateur de Reviews in Mathematical Physics. En 2012, il est devenu un de l'American Mathematical Society.

## Publications (sélection)
- Mathematical theory of quantum fields, Oxford University Press, 1999